# Electrohuila
La Electrificadora del Huila S.A. E.S.P. (Electrohuila) es una empresa colombiana de servicios públicos encargada de la distribución y comercialización de energía eléctrica en el departamento del Huila. Esta certificada y vigilada por la Superintendencia de Servicios Públicos Domiciliarios.

## Historia
Fue fundada el 17 de julio de 1947, como Centrales Eléctricas del Huila S.A. En febrero de 1971 cambia su denominación a Electrificadora del Huila S.A.
En mayo de 1978, entra en operación la línea eléctrica Altamira - Florencia interconectando al Caquetá con el Sistema Nacional
En 2001, la Hidroeléctrica de Betania entra en operación y es conectada al Sistema eléctrico nacional.

## Composición accionaria
Según el reporte del gobierno corporativo de 2023 la participación se divide de la siguiente manera: